# Cratere Obukhova
Obukhova  è un cratere sulla superficie di Venere. È intitolato alla cantante lirica sovietica di etnia russa Nadežda Andreevna Obuchova (in russo Надежда Андреевна Обухова?).